# Objętość zapasowa wdechowa

Podstawowe objętości i pojemności płuc.
Legenda
TLC – całkowita pojemność płuc
VC – pojemność życiowa
RV – objętość zalegająca
IC – pojemność wdechowa
FRC – czynnościowa pojemność zalegająca
IRV – objętość zapasowa wdechowa
TV – objętość oddechowa
ERV – objętość zapasowa wydechowa

Objętość zapasowa wdechowa (ang. inspiratory reserve volume, IRV) – ilość powietrza dostającego się do płuc w czasie maksymalnego wdechu wykonywanego na szczycie swobodnego wdechu.